# Bennigere, Sorab
Bennigere là một làng thuộc tehsil Sorab, huyện Shimoga, bang Karnataka, Ấn Độ.